# Isolabus elongaticeps
Isolabus elongaticeps là một loài bọ cánh cứng trong họ Attelabidae. Loài này được Voss miêu tả khoa học năm 1924.